# أبدروشة تشين (تشين)
أبدروشة تشین (بالفارسية: آبدروشه چین) هي قرية تقع في إيران في قسم تشین الريفي. يقدر عدد سكانها بـ 59 نسمة بحسب إحصاء 2016.